# Seekadetten-Institut Berlin
Das Seekadetten-Institut Berlin war von 1855 bis 1866 die Schule für Preußens Seekadetten.

## Geschichte
Die provisorische  Marineschule Danzig wurde am 1. Oktober 1855 in Preußens Hauptstadt Berlin verlegt. Die Lage im Binnenland hielt man nicht für nachteilig, weil die Kadetten im Sommer zur See fuhren und nur im Winter am Institut verweilten.
Gekauft wurde das Anwesen von Giacomo Meyerbeer in der Nähe der späteren Krolloper. In der Villa war zufällig ein kleines Observatorium vorhanden. Beim Grundstück befand sich ein sandiger Exerzierplatz.
Das Haus war für etwa 40–50 Zöglinge eingerichtet. In ihm wohnten auch die Inspektionsoffiziere. Das Gebäude war an die Gasanstalt angeschlossen, erhielt aber keine Wasserleitung. Das Institut sollte „den in die Königliche Marine eintretenden Volontaire-Cadetten diejenige Ausbildung geben, welche der Dienst eines  Lieutenants zur See  erfordert und welche sie befähigt, ihre Weiterbildung durch Selbststudium sowie durch die Praxis des Dienstes zu verfolgen“. Einige Zöglinge des Instituts waren so jung, dass sie während der Ausbildung konfirmiert wurden. Um die Ausbildung kümmerte sich Prinz Adalbert persönlich. So machte er die Direktion des Instituts „wiederholt darauf aufmerksam, daß trotz aller Wichtigkeit der theoretischen Erziehung die praktische Ausbildung doch immer die Hauptsache bleiben müsse“.
Erster und einziger Direktor des Seekadetten-Instituts war F. Baron Haller von Hallerstein, bei Amtsantritt (1855) Major à la suite des  See-Bataillons, am Ende (1866) Oberst à la suite derselben Truppe. Seine besondere Neigung gehörte der Mathematik. Dem Baron war als „Erster Offizier“ und Berater ein Seeoffizier, der Lieutenant zur See 2. Kl. Lehmann, beigegeben. Zur Beaufsichtigung und Führung der Kadetten waren  Inspektionsoffiziere kommandiert – eine Bezeichnung, die bis März 1922 in Gebrauch blieb. Der Lehrkörper setzte sich aus 20 Offizieren und Gelehrten zusammen. Zur Unterstützung in seemännischen Handarbeiten war ein Bootsmann kommandiert. Christian Amynt Liebe unterrichtete Artillerie und Fortifikation. Der Unterricht im Institut wurde in vier Coetus erteilt. Ab 1859 hielt man das eine oder andere Schiff den Winter über im Dienst. Den Lehrern war es zur besonderen Pflicht gemacht, beim Unterricht auf die spätere Stellung der Kadetten als Offiziere zu achten. So sollten den (älteren) Zöglingen des 4. Coetus etwaige Tadel erst nach Beendigung des Unterrichts unter vier Augen erteilt werden. Die Zöglinge waren mit Dienstgrad und Namen anzureden.
Die Aufgaben des Instituts erweiterten sich so schnell, dass man bereits nach zwei Jahren umziehen musste. 1857 wurde das  Grundstück
Matthäikirchstraße Nr. 9   gemietet. Einen Sportplatz gewann man durch Pachtung der angrenzenden Gärten. Das  Haus Nr. 9 wurde Endes des 19. Jahrhunderts abgebrochen.